# Slaveri i Jordanien
Slaveri förekom öppet i Jordanien fram till dess avskaffande år 1929. Slavar infördes i Jordanien från Afrika via Röda havet. De före detta slavarna levde dock fortsatt under beroende av sina forna ägare och slaveri rapporterades ha förekommit i praktiken ännu under 1940-talet. Många afrojordanier härstammar från de slavar som transporterades till området under slavtiden. 

## Historik
Området som utgör det senare Jordanien gränsade till Röda havet, där slavhandeln på Röda havet sedan antiken och fram till 1960-talet försåg Arabvärlden med slavar från östra Afrika. 
Området tillhörde Ayybiderna 1187-1260, Mamluksultanatet 1260-1517, och Osmanska riket 1517-1921. 

### Slavhandel och funktion
Det är känt att sockerplantagerna i Jordandalen drevs av slavarbetskraft från 1100-talet och framåt, men det är inte bekräftat vilket ursprung slavarna hade och hur de kom till Jordanien.
Från sekelskiftet 1500 är det bekräftat att slavar anlände till Jordanien från tre rutter: somalier via röda havet som fördes till området med pilgrimer från Mecka; abessinier transporterade från Cypern och Istanbul; och slavar från transsahariska slavhandeln via Egypten.
Kvinnliga slavar användes i enlighet med muslimsk sed antingen som tjänsteflickor eller som konkubiner (sexslavar). 

### Avskaffande
Transjordanien blev 1921 en monarki under brittisk överhöghet, och 1946 ett självständigt land. Britterna bedrev en abolitionistisk politik i sina kolonier för att det ingick i kolonialpolitiken att mjuka upp kolonialismens realitet med humanistisk policy, och för att britterna var medlemmar i Nationernas förbund, som krävde av sina medlemmar att de rapporterade om slaveriet i sina kolonier och, efter antagandet av 1926 Slavery Convention - verkade för att avskaffa det.
Britterna rapporterade 1924 till NF att slaveri existerade i Transjordanien men inte i Palestina. När NF antog 1926 Slavery Convention, rapporterade britterna att slaveriet i Palestina och Transjordanien inte existerade i enlighet med någon lag och att det därför var onödigt att avskaffa den.
Britterna förklarade år 1929 formellt slaveriet förbjudet i Transjordanien. Detta förbud inlemmades i konstitutionen och efter detta hade ingen öppet slavar i Jordanien. I praktiken förekom dock slaveri med klientsystemet som täckmantel även efter detta, och en rapport till NF omtalar slaveri bland beduinska schejker Palestina och i Jordanien 1934.
1931 framlade polisen i samarbete med welfare inspector Margaret Nixon i Palestina på uppmaning av regeringen en rapport om de så kallade flicktjänarna. Det framkom att döttrar till före detta abid-slavar i beduinstammarna i Jordandalen fram till 1917 brukade sälja sina barn som slavar, men efter kriget kallades det hela istället för att "hyra" slavflickor på en period av sju eller 25 år, och det beräknades att det 1931 fanns 150 sådana slavflickor bland rika familjer i Nablus och ytterligare 150 i resten av Palestina. 
En undersökning framhöll att abid-beduinerna i själva verket var slavar i allt utom namnet, då de inte ägde någonting, utgjorde en grupp som endast fick gifta sig inom gruppen, inte kunde lämna stammen och sin tjänande ställning till sina forna ägare inom stammen, och deras barn i vilket fall skulle få betjäna beduinerna utan lön även om de inte såldes till rika palestinier. 
Britterna införde 1933 Employment of Girls Ordinance som gjorde alla slavkontrakt på mer än ett år lagligt ogiltiga och föredrog efter detta att inte lägga sig i saken vidare.
En rapport till NF:s Advisory Committee of Experts on Slavery omtalar slaveri bland beduinska schejker i Palestina och i Jordanien 1934.
Slaveriet ska i praktiken ha fortsatt så sent som efter andra världskriget.